# ماريا فرناندا ألفيس
ماريا فرناندا ألفيس (بالبرتغالية: Nanda Alves‏) مواليد 17 أبريل 1983 في فلوريانوبوليس، هي لاعبة كرة مضرب برازيلية سابقة وكانت تلعب باليد اليسرى. أعلى تصنيف لها في الفردي كان 132. أعلى تصنيف لها في الزوجي كان 109.

## وصلات خارجية
- ماريا فرناندا ألفيس على موقع رابطة محترفات التنس (الإنجليزية)
- ماريا فرناندا ألفيس على موقع الاتحاد الدولي لكرة المضرب (الإنجليزية)
- ماريا فرناندا ألفيس على موقع كأس بيلي جين كينغ (الإنجليزية)
- ماريا فرناندا ألفيس على موقع خلاصة التنس.كوم (الإنجليزية)

- الموقع الرسمي